# ذاكرة عضلية
الذاكرة العضلية ذاكرة العضلات هي شكل من أشكال الذاكرة الإجرائية التي تتضمن دمج مهمة حركية معينة في الذاكرة من خلال التكرار، والذي استخدام تزامنًا مع التعلم الحركي. عندما تتكرر الحركة بمرور الوقت، تنشأ ذاكرة عضلية طويلة المدى لهذه المهمة، مما يسمح في النهاية بتنفيذها دون بذل مجهود واع. تقلل هذه العملية من الحاجة إلى الاهتمام وتخلق أقصى قدر من الكفاءة داخل أنظمة المحرك والذاكرة. عثر على أمثلة لذاكرة العضلات في العديد من الأنشطة اليومية التي تصبح تلقائية وتتحسن مع الممارسة، مثل ركوب الدراجة أو الكتابة على لوحة المفاتيح أو إدخال رمز PIN أو العزف على آلة موسيقية أو لعبة البوكر أو فنون القتال أو حتى الرقص.

## التاريخ
تنبع أصول البحث لاكتساب المهارات الحركية من الفلاسفة مثل أفلاطون وأرسطو وجالينوس. بعد الخروج عن تقليد وجهة نظر ما قبل 1900 من التأمل، أكد علماء النفس على البحث والمزيد من الأساليب العلمية في مراقبة السلوكيات. بعد ذلك، أجريت العديد من الدراسات التي تستكشف دور التعلم الحركي. تضمنت هذه الدراسات البحث في الكتابة اليدوية، وطرق الممارسة المختلفة لتعظيم التعلم الحركي.

## القدرة على الإحتفاظ
أصبح الاحتفاظ بالمهارات الحركية، التي يشار إليها الآن باسم الذاكرة العضلية، ذا أهمية كبيرة في أوائل القرن العشرين. ويعتقد أن معظم المهارات الحركية يمكن اكتسابها من خلال الممارسة؛ ومع ذلك، فإن مجرد ملاحظة المهارة أدت إلى التعلم أيضًا. تشير الأبحاث إلى أننا لا نبدأ بلوحة فارغة فيما يتعلق بالذاكرة الحركية، على الرغم من أننا نتعلم معظم ذخيرة الذاكرة الحركية الخاصة بنا خلال حياتنا. يمكن بالفعل ملاحظة حركات مثل تعبيرات الوجه، التي يُعتقد أنها تعلمت، في الأطفال المكفوفين؛ وبالتالي هناك بعض الأدلة على أن الذاكرة الحركية تكون سلكية وراثيا مسبقة.
في المراحل الأولى من البحث التجريبي حول الذاكرة الحركية، كان إدوارد ثورندايك، الرائد في دراسة الذاكرة الحركية، من أوائل من أقروا بأن التعلم يمكن أن يحدث دون وعي واعٍ. كانت واحدة من أوائل وأبرز الدراسات المتعلقة بالاحتفاظ بالمهارات الحركية من قِبل هيل وريجال وتورنديك، الذين أظهروا وفورات في إعادة تعلم مهارات الكتابة بعد فترة 25 عامًا دون ممارسة. تكررت النتائج المتعلقة بالاحتفاظ بالمهارات الحركية المكتسبة في الدراسات، مما يشير إلى أنه من خلال الممارسة اللاحقة، تخزن التعلم الحركي في المخ كذاكرة. هذا هو السبب في أن مهارات الأداء مثل ركوب الدراجة أو قيادة السيارة تنفذ دون عناء وبدون وعي، حتى لو لم يقم شخص ما بهذه المهارات في فترة طويلة من الزمن.

## علم وظائف الأعضاء

### السلوك الحركي
عند تعلم المهمة الحركية لأول مرة، تكون الحركة في كثير من الأحيان بطيئة وقاسية ويمكن تعطيلها بسهولة دون الانتباه. مع الممارسة العملية، يصبح تنفيذ المهمة الحركية أكثر سلاسة، وهناك انخفاض في تصلب الأطراف، وينفذ النشاط العضلي الضروري للمهمة دون بذل جهد واع.

### ترميز ذاكرة العضلات
التشريح العصبي للذاكرة منتشر في جميع أنحاء الدماغ. ومع ذلك، فإن المسارات المهمة للذاكرة الحركية منفصلة عن مسارات الفص الصدغي الإنسي المرتبطة بالذاكرة التصورية. كما هو الحال مع الذاكرة التصريحية، يُفترض أن تحتوي ذاكرة المحرك على مرحلتين: مرحلة ترميز الذاكرة قصيرة الأجل، والتي تعتبر هشة وعرضة للتلف، ومرحلة دمج الذاكرة طويلة المدى، والتي تكون أكثر استقرارًا.
غالبًا ما يشار إلى مرحلة ترميز الذاكرة باسم التعلم الحركي، وتتطلب زيادة في نشاط الدماغ في المناطق الحركية وكذلك زيادة في الانتباه. تشمل مناطق الدماغ النشطة أثناء التعلم الحركي القشرية الحركية والحسية الجسدية؛ ومع ذلك، تنخفض مجالات التنشيط هذه بمجرد معرفة المهارات الحركية. كما تنشط القشرية الأمامية والخلفية خلال هذه المرحلة بسبب الحاجة إلى زيادة الاهتمام بالمهمة التي يجري تعلمها.
المجال الرئيسي المشاركة في التعلم الحركي هو المخيخ. تقترح بعض نماذج التعلم الحركي المعتمد على المخيخ، ولا سيما نموذج Marr-Albus، آلية لدونة مفردة تشتمل على الاكتئاب المخيخي الطويل الأجل لمشابك الألياف المتوازية على خلايا بوركينجي. من شأن هذه التعديلات في نشاط المشبك أن تتوسط المدخلات الحركية مع المخرجات الحركية الحاسمة للحث على التعلم الحركي. ومع ذلك، تشير الدلائل المتضاربة إلى أن آلية اللدونة المفردة ليست كافية وأن هناك حاجة إلى آلية اللدونة المتعددة لحساب تخزين ذكريات المحركات مع مرور الوقت. بغض النظر عن الآلية، تُظهر دراسات المهام الحركية المعتمدة على المخيخ أن اللدونة القشرية الدماغية أمر حاسم للتعلم الحركي، حتى لو لم يكن بالضرورة للتخزين.
تلعب العقدة القاعدية أيضًا دورًا مهمًا في الذاكرة والتعلم، لا سيما فيما يتعلق بجمعيات الاستجابة للحوافز وتشكيل العادات. يُعتقد أن الروابط العقدية القاعدية تزداد مع مرور الوقت عند تعلم مهمة حركية.

### توحيد ذاكرة العضلات
يتضمن توحيد ذاكرة العضلات التطور المستمر للعمليات العصبية بعد توقف ممارسة المهمة. الآلية الدقيقة لتوحيد الذاكرة الحركية داخل الدماغ مثيرة للجدل. ومع ذلك، تفترض معظم النظريات أن هناك إعادة توزيع عامة للمعلومات عبر الدماغ من الترميز إلى التوحيد. تنص قاعدة هب على أن «التوصيل المتشابك يتغير كدالة إطلاق نار متكرر.» في هذه الحالة، فإن هذا يعني أن ارتفاع معدل التحفيز الناتج عن ممارسة حركة من شأنه أن يتسبب في تكرار إطلاق النار في بعض شبكات المحركات، مما يؤدي إلى زيادة كفاءة شبكات المحركات المثيرة هذه بمرور الوقت.
على الرغم من أن الموقع الدقيق لتخزين ذاكرة العضلات غير معروف، فقد أشارت الدراسات إلى أن الروابط بين الأقاليم هي التي تلعب الدور الأكثر أهمية في دفع ترميز الذاكرة الحركية إلى التوحيد، بدلاً من الانخفاض في النشاط الإقليمي الكلي. لقد أظهرت هذه الدراسات وجود اتصال ضعيف من المخيخ إلى منطقة المحرك الأساسية مع الممارسة، ويفترض، بسبب انخفاض الحاجة لتصحيح الخطأ من المخيخ. ومع ذلك، تعززت العلاقة بين العقد القاعدية ومنطقة المحرك الأساسية، مما يشير إلى أن العقد القاعدية تلعب دورًا مهمًا في عملية دمج الذاكرة الحركية.

### تدريب القوة والتكيف
عند المشاركة في أي رياضة، تستخدم المهارات الحركية ومجموعات الحركة في كثير من الأحيان وتكرارها. تتطلب جميع الألعاب الرياضية قدرًا من القوة، والتدريب على التحمل، والوصول إلى المهارات من أجل النجاح في المهام المطلوبة. تتضمن ذاكرة العضلات المرتبطة بتدريب القوة عناصر من التعلم الحركي، الموصوفة أدناه، وتغيرات طويلة الأمد في أنسجة العضلات.
أظهرت الدلائل أن الزيادات في القوة تحدث قبل فترة طويلة من تضخم العضلات، وتناقص في القوة بسبب تقييد أو التوقف عن تكرار التمرين لفترة زمنية طويلة تسبق ضمور العضلات. لكي نكون محددين، فإن تدريبات القوة تعزز من استثارة الخلايا العصبية الحركية وتحث على التخليق، مما يساعد في تعزيز التواصل بين الجهاز العصبي والعضلات نفسها.

### رجل البحرية يؤدي تمارين القوة.
ومع ذلك، لا تتغير الفعالية العصبية العضلية في غضون فترة زمنية مدتها أسبوعين بعد التوقف عن استخدام العضلات. بدلاً من ذلك، فإن مجرد قدرة الخلايا العصبية على إثارة العضلات التي تنخفض في الارتباط مع انخفاض قوة العضلات. هذا يؤكد أن قوة العضلات تتأثر أولاً بالدوائر العصبية الداخلية، بدلاً من التغيرات الفسيولوجية الخارجية في حجم العضلات.
تكتسب العضلات غير المدربة سابقًا نواة مكونة حديثًا عن طريق دمج خلايا الأقمار الصناعية السابقة للتضخم. يؤدي التقييد اللاحق إلى ضمور ولكن لا يوجد فقدان لنواة العضلة. إن العدد المرتفع للنواة في ألياف العضلات التي عانت من حلقة تضخمية من شأنه أن يوفر آلية لذاكرة العضلات، ويشرح الآثار الطويلة الأمد للتدريب والسهولة التي يجري بها إعادة تدريب الأفراد المدربين سابقًا بسهولة أكبر.
في عملية الحصر اللاحقة، تحافظ الألياف على عدد كبير من النوى التي قد توفر مقاومة للضمور؛ عند إعادة التدريب، يمكن الحصول على زيادة في الحجم بزيادة معتدلة في معدل تخليق البروتين لكل من هذه النوى الكثيرة، متخطية خطوة إضافة نوى مشكلة حديثًا. قد يساهم هذا الاختصار في السهولة النسبية لإعادة التدريب مقارنة بالتدريب الأول للأفراد الذين ليس لهم تاريخ تدريب سابق.
لا تتغير إعادة تنظيم الخرائط الحركية داخل القشرة في تدريب القوة أو التحمل. ومع ذلك، داخل القشرة الحركية، يؤدي التحمل إلى توليد الأوعية خلال أقل من ثلاثة أسابيع لزيادة تدفق الدم إلى المناطق المعنية. بالإضافة إلى ذلك، تنظم العوامل العصبية داخل القشرة الحركية استجابةً لتدريب التحمل لتعزيز البقاء العصبي.
قُسمت المهام الحركية الماهرة إلى مرحلتين متميزتين: مرحلة التعلم السريع، حيث توضغ خطة مثالية للأداء، ومرحلة التعلم البطيء، حيث تجرى تعديلات هيكلية طويلة الأجل على وحدات حركية محددة. حتى كمية صغيرة من التدريب قد تكون كافية لتحفيز العمليات العصبية التي تستمر في التطور حتى بعد توقف التدريب، والذي يوفر أساسًا محتملًا لتوحيد المهمة. بالإضافة إلى ذلك، فقد وجدت دراسة الفئران أثناء تعلمهم مهمة وصول معقدة جديدة، أن «التعلم الحركي يؤدي إلى تكوين سريع للعمود الفقري الشجيري (spinogenesis) في قشرة الحركة الحركية المقابلة للوصلة الأمامية». ومع ذلك، فإن إعادة تنظيم القشرة الحركية نفسها لا تحدث بمعدل موحد خلال فترات التدريب. وقد اقترح أن التوليف وإعادة تنظيم الخريطة الحركية يمثلان فقط توحيد، وليس الاستحواذ، لمهمة حركية محددة. علاوة على ذلك، تعتمد درجة اللدونة في مواقع مختلفة (أي القشرة الحركية مقابل الحبل الشوكي) على المتطلبات السلوكية وطبيعة المهمة (أي الوصول إلى المهارات مقابل تدريب القوة).
سواء كانت مرتبطة بالقوة أو القدرة على التحمل، فمن المعقول أن تتطلب غالبية حركات المحركات مهمة حركية ماهرة من نوع ما، سواء كانت تحافظ على الشكل المناسب عند التجديف بقارب، أو مقعد يضغط على وزن أثقل. يساعد التدريب على التحمل على تشكيل هذه الأشكال العصبية الجديدة داخل القشرة الحركية عن طريق تنظيم العوامل العصبية التي يمكن أن تعزز بقاء الخرائط العصبية الأحدث التي جرى تشكيلها بسبب التدريب على الحركة الماهرة. تظهر نتائج تدريبات القوة في الحبل الشوكي قبل إجراء أي تعديل عضلي فسيولوجي من خلال تضخم العضلات أو ضمورها. لذلك، تتحد نتائج التحمل وتدريب القوة والوصول إلى المهارات لمساعدة بعضهم البعض على زيادة مخرجات الأداء إلى الحد الأقصى.
في الآونة الأخيرة، أشارت الأبحاث إلى أن اللاجينات قد تلعب دورًا متميزًا في تنظيم ظاهرة ذاكرة العضلات في الواقع، واجه المشاركون البشريون غير المدربين سابقًا فترة مزمنة من التدريب على ممارسة المقاومة (7 أسابيع) أثارت زيادات ملحوظة في كتلة العضلات الهيكلية في العضلة المتسعة الوحشية، في مجموعة عضلات الفخذ. بعد فترة مماثلة من النشاط البدني (7 أسابيع)، حيث عادت القوة وكتلة العضلات إلى خط الأساس، أجرى المشاركون فترة ثانوية من تمرين المقاومة. الأهم من ذلك، تكيف هؤلاء المشاركون بطريقة معززة، حيث كمية العضلات الهيكلية المكتسبة كانت أكبر في الفترة الثانية من نمو العضلات ثم الأولى، مما يشير إلى مفهوم ذاكرة العضلات. وذهب الباحثون لفحص الجينوم البشري من أجل فهم كيف يمكن لمثلث الحمض النووي أن يساعد في خلق هذا التأثير. خلال الفترة الأولى من تمرين المقاومة، حدد المؤلفون تكيفات مهمة في الميثيلوم البشري، حيث أبلغ عن أكثر من 9000 موقع CpG على أنها ناقصة الميثيل كثيرًا، مع استمرار هذه التعديلات خلال فترة النشاط البدني اللاحقة. ومع ذلك، عند التعرض الثانوي لممارسة المقاومة، لوحظ تواتر أكبر لمواقع CpG ناقصة الإيثيل، حيث أفاد أكثر من 18000 موقع بأنها ناقصة الميثيل كثيرًا. واصل المؤلفون تحديد كيف غيرت هذه التغييرات التعبير عن النصوص ذات الصلة، وربطت هذه التغييرات في وقت لاحق مع التعديلات في كتلة العضلات والهيكل العظمي. استنتج الباحثون أن كتلة العضلات والهيكل العضلي وظاهرة الذاكرة العضلية، على الأقل جزئيًا، معدلة بسبب التغيرات في مثيلة الحمض النووي. هناك حاجة إلى مزيد من العمل الآن لتأكيد واستكشاف هذه النتائج.

## غرامة الذاكرة الحركية
غالبًا ما تناقش المهارات الحركية الدقيقة من حيث الحركات متعدية، وهي تلك التيتجري عند استخدام الأدوات (والتي يمكن أن تكون بسيطة مثل فرشاة الأسنان أو قلم رصاص). الحركات العابرة لها تمثيلات تصبح مبرمجة على القشرة الأمامية الحركية، مما يخلق برامج حركية تؤدي إلى تنشيط القشرة الحركية وبالتالي حركات المحركات. في دراسة اختبرت الذاكرة الحركية لحركات الأصابع المزخرفة (مهارة حركية دقيقة)، وجد أن الاحتفاظ بمهارات معينة عرضة للاضطراب إذا تعارضت مهمة أخرى مع الذاكرة الحركية. ومع ذلك، يمكن تقليل هذه الحساسية مع مرور الوقت. على سبيل المثال، إذا جرى التعرف على نمط الإصبع وتعلم نمط الإصبع الآخر بعد ست ساعات، فسيظل تذكر النمط الأول. لكن محاولة تعلم نوعين من هذه الأنواع واحدًا تلو الآخر مباشرة يمكن أن يتسبب في نسيان الأول. علاوة على ذلك، فإن استخدام الأجيال الأخيرة المكثف لأجهزة الكمبيوتر كان له آثار إيجابية وسلبية. أحد الآثار الإيجابية الرئيسية هو تعزيز مهارات الأطفال الحركية الدقيقة. السلوكيات المتكررة، مثل الكتابة على جهاز كمبيوتر في سن مبكرة، يمكن أن تعزز هذه القدرات. لذلك، يمكن للأطفال الذين يتعلمون استخدام لوحات مفاتيح الكمبيوتر في سن مبكرة الاستفادة من ذكريات العضلات المبكرة.

### ذاكرة الموسيقى
تلعب حركات الإصبع المتزامنة ثنائية المعدن دورًا أساسيًا في العزف على البيانو. حيث تتطلب إجراءات معقدة.
المهارات الحركية الدقيقة مهمة جداً في العزف على الآلات الموسيقية. عُثر أن الذاكرة العضلية تعتمد على العزف على الكلارينيت، خاصة للمساعدة في خلق مؤثرات خاصة من خلال حركات لسان معينة عند نفخ الهواء في الجهاز.
بعض السلوكيات البشرية، وخاصة الإجراءات مثل حركات الأصابع في العروض الموسيقية، معقدة للغاية وتتطلب العديد من الشبكات العصبية المترابطة حيث يمكن نقل المعلومات عبر مناطق متعددة في المخ. لقد وجد أن هناك اختلافات وظيفية في كثير من الأحيان في أدمغة الموسيقيين المحترفين، مقارنة بأفراد آخرين. يُعتقد أن هذا يعكس القدرة الفطرية للموسيقي، والتي يمكن تعزيزها بالتعرض المبكر للتدريب الموسيقي. مثال على ذلك هو حركات الأصابع المتزامنة كل سنتين، والتي تلعب دوراً أساسياً في العزف على البيانو. يقترح أن التنسيق بين فترات السنتين يمكن أن يأتي فقط من سنوات من التدريب الثنائي، حيث تصبح مثل هذه الإجراءات تكيفات مع المناطق الحركية. عند مقارنة الموسيقيين المحترفين بمجموعة تحكم في الحركات الثنائية المعقدة، وجد أن المحترفين يستخدمون شبكة موتور واسعة أقل بكثير من غير المحترفين. هذا لأن المحترفين يعتمدون على نظام المحرك الذي زاد من الكفاءة، وبالتالي، فإن أولئك الأقل تدريباً لديهم شبكة نشطة بقوة أكبر. هذا يعني ضمناً أن على عازفي البيانو غير المدربين استثمار المزيد من النشاط العصبي للحصول على نفس المستوى من الأداء الذي يحققه المحترفون. ويقال إن هذا، مرة أخرى، كان نتيجة لسنوات عديدة من التدريب على القيادة والخبرة التي تساعد على تشكيل مهارة جيدة في الذاكرة الحركية للأداء الموسيقي.
غالبًا ما يُقال إنه عندما يسمع عازف البيانو قطعة موسيقية مدربة جيدًا، يمكن أن يكون بالإصبع المرادف الإجباري. هذا يعني أن هناك اقترانًا بين تصور الموسيقى والنشاط الحركي لهؤلاء الأفراد المدربين موسيقيًا. لذلك، يمكن بسهولة تشغيل ذاكرة العضلات في سياق الموسيقى عندما يسمع المرء بعض القطع المألوفة. عمومًا، يسمح التدريب الموسيقي الطويل المدى على إجراء أعمال معقدة على مستوى أقل من التحكم في الحركة والرصد والاختيار والانتباه والتوقيت. هذا يترك مجالاً للموسيقيين لتركيز الانتباه تركيزًا متزامنًا في أي مكان آخر، مثل الجانب الفني من الأداء، دون الحاجة إلى التحكم بوعي في تصرفات الشخص الحركية الدقيقة.

### لغز الذاكرة مكعب
غالبًا ما تستخدم أدوات السرعة السرعة ذاكرة العضلات من أجل معرفة أعداد كبيرة من الخوارزميات بسرعة. جرى العثور بسرعة على أن تحفيظ الأحرف المطابقة للتحركات على المكعب أمر صعب للغاية. سيحاول المبتدئ العادي أن يفعل شيئًا كهذا؛ ومع ذلك، يمكن أن تتعلم cuber المتقدمة بكفاءة أكبر بكثير مع ذاكرة العضلات. التكرار البسيط للخوارزميات سيخلق معرفة طويلة المدى به. يلعب هذا دورًا في طرق كبح السرعة الكبرى مثل Fridrich لـ 3 × 3 × 3 Rubik's Cube و EG لمكعب الجيب 2 × 2 × 2.

## ذاكرة المحرك الإجمالي
تهتم المهارات الحركية الكبرى بحركة العضلات الكبيرة، أو حركات الجسم الرئيسية، مثل تلك التي تشارك في المشي أو الركل، وترتبط بالتطور الطبيعي. يعتمد مدى إظهار الفرد لمهاراته الحركية الإجمالية إلى حد كبير على قوة العضلات وقوتها. في دراسة تبحث على الأشخاص المصابين بمتلازمة داون، تبين أن حالات العجز الموجودة مسبقًا، فيما يتعلق بالأداء اللفظي الحركي، تحد من انتقال الفرد من المهارات الحركية الإجمالية بعد التعليم البصري واللفظي إلى التعليم اللفظي فقط. قد تكون حقيقة أن الأفراد ما زالوا قادرين على إظهار اثنين من المهارات الحركية الثلاث الأصلية نتيجة للانتقال الإيجابي الذي يسمح فيه التعرض السابق للفرد بتذكر الحركة، في ظل التجربة البصرية واللفظية، ثم القيام بها لاحقًا تحت اللفظ محاكمة.

### التعلم في الطفولة
يمكن أن تؤثر الطريقة التي يتعلم بها الطفل مهارة حركية جسيمة على المدة التي تستغرقها عملية توحيده ويكون قادرًا على إعادة إنتاج الحركة. في دراسة مع أطفال ما قبل المدرسة، نظرًا لدور التعليم الذاتي في الحصول على سلاسل حركية إجمالية معقدة باستخدام أوضاع الباليه، تبين أن المهارات الحركية قد تعلمت أفضل وتذكرت من خلال إجراء التعليم الذاتي عبر إجراء التعليم الذاتي. هذا يشير إلى أن استخدام التعليم الذاتي سيزيد من السرعة التي يتعلم بها طفل ما قبل المدرسة ويتذكر مهارة حركية جسيمة. وقد وجد أيضًا أنه بمجرد أن يتعلم أطفال الحضانة ويتقنوا حركات سلسلة المحركات، فإنهم يتوقفون عن استخدام التعليم الذاتي. هذا يشير إلى أن ذاكرة الحركات أصبحت قوية بما فيه الكفاية بحيث لم تعد هناك حاجة للتعليم الذاتي ويمكن أن تتكاثر الحركات بدونها.

### تأثير مرض الزهايمر
وقد اقترح أن الممارسة المتسقة لمهارة حركية جسيمة يمكن أن تساعد المريض المصاب بمرض الزهايمر على تعلم وتذكر تلك المهارة. كان يعتقد أن الأضرار التي لحقت الحصين قد يؤدي إلى الحاجة إلى نوع معين من متطلبات التعلم. نشأت دراسة لاختبار هذا الافتراض الذي جرى فيه تدريب المرضى على رمي كيس فول على الهدف. وقد وجد أن مرضى الزهايمر قد أداوا أداءً أفضل في المهمة عندما حدث التعلم تحت التدريب المستمر بدلاً من المتغير. أيضا، وجد أن الذاكرة الحركية الإجمالية لدى مرضى الزهايمر كانت مماثلة لذاكرة البالغين الأصحاء عندما يحدث التعلم في ظل ممارسة مستمرة. هذا يشير إلى أن تلف نظام الحصين لا يضر بمريض الزهايمر من الاحتفاظ بمهارات حركية جديدة، مما يعني أن الذاكرة الحركية للمهارات الحركية الإجمالية تخزن في مكان آخر من الدماغ. ومع ذلك لا يوجد الكثير من الأدلة المقدمة في هذا الشأن.

## التلف
من الصعب عرض حالات ضعف الذاكرة الحركية «البحتة» لأن نظام الذاكرة واسع الانتشار في جميع أنحاء الدماغ بحيث لا يكون التلف معزولًا في الغالب عن نوع معين من الذاكرة. وبالمثل، فإن الأمراض المرتبطة عادةً بالعجز الحركي، مثل مرض هنتنغتون وباركنسون، لها مجموعة واسعة من الأعراض وما يرتبط بها من تلف في الدماغ مما يجعل من المستحيل تحديد ما إذا كانت الذاكرة الحركية معطوبة بالفعل أم لا. قدمت دراسات الحالة بعض الأمثلة عن كيفية تنفيذ الذاكرة الحركية للمرضى الذين يعانون من تلف في الدماغ.
كما يلاحظ إدوارد س. كاسي في مجلة تذكر، الطبعة الثانية: دراسة ظاهرة، ذاكرة تعريفية، وهي عملية تنطوي على فترة تعلم أولية هشة. «نشاط الماضي، باختصار، يكمن في سنه المعتاد في الوقت الحاضر.»

### توحيد العجز
هناك مشكلة حديثة في الذاكرة الحركية وهي ما إذا كانت تتماسك أم لا بطريقة مماثلة للذاكرة التصريحية، وهي عملية تتضمن فترة تعلم أولية هشة تصبح في نهاية المطاف مستقرة وأقل عرضة للتلف بمرور الوقت. مثال على تماسك الذاكرة الحركية المستقر لدى مريض يعاني من تلف في الدماغ هو حالة Clive Wearing. لدى كلايف فقدان الذاكرة الشديدة والرجعية بسبب الأضرار التي لحقت في الفصوص الزمنية له، الفص الجبهي، الحصين، مما يمنعه من تخزين أي ذكريات جديدة وجعله يدرك اللحظة الراهنة فقط. ومع ذلك، لا يزال كلايف يحتفظ بالوصول إلى ذكرياته الإجرائية، على وجه التحديد، الذكريات الحركية المشاركة في العزف على البيانو. قد يكون هذا بسبب أن الذاكرة الحركية تظهر من خلال التوفير في العديد من تجارب التعلم، في حين أظهرت الذاكرة التعريفي من خلال استدعاء عنصر واحد. هذا يشير إلى أن الآفات في بعض مناطق الدماغ المرتبطة عادة بالذاكرة التصريحية لن تؤثر على الذاكرة الحركية لمهارة جيدة التعلم.

### خلل الكتابة الأبجدية
دراسة حالة: امرأة تبلغ من العمر 54 عامًا لها تاريخ معروف بالصرع
شُخص  هذا المريض على شكل نقية من dysgraphia من الحروف، مما يعني أنه لم يكن لديه أي ضعف في النطق أو القراءة. كان ضعفه خاصًا بالحروف الأبجدية. كان قادرا على نسخ الحروف من الأبجدية، لكنه لم يكن قادرا على كتابة هذه الحروف. كان قد صُنف في المتوسط في اختبار المفردات الخاص بـ Wechsler Adult Intelligence Scale بسبب قدرته على الكتابة مقارنة بسنه قبل تشخيصه. تألف ضعفه في الكتابة من صعوبة تذكر الحركات الحركية المرتبطة بالرسائل التي كان من المفترض أن يكتبها. كان قادرًا على نسخ الحروف، وأيضًا تكوين صور مشابهة للرسائل. هذا يشير إلى أن dysgraphia للحروف هو عجز متعلق بالذاكرة الحركية. بطريقة ما، هناك جزء معين من الدماغ يتعلق بكتابة الحروف، وهو منفصل عن نسخ ورسم عناصر تشبه الحروف.